# Кендіс Мак-Леод
Кендіс Мак-Леод (15 листопада 1996 ) — ямайська легкоатлетка, що спеціалізується на бігу на короткі дистанції, бронзова призерка Олімпійських ігор 2020 року.

## Основні міжнародні виступи
| Рік                | Змагання                                 | Місце проведення      | Місце              | Дисципліна            | Результат          | Примітки           |
| Представник Ямайка | Представник Ямайка                       | Представник Ямайка    | Представник Ямайка | Представник Ямайка    | Представник Ямайка | Представник Ямайка |
| ------------------ | ---------------------------------------- | --------------------- | ------------------ | --------------------- | ------------------ | ------------------ |
| 2015               | Панамериканський чемпіонат серед юніорів | Едмонтон, Канада      | 4 (з.)             | біг на 400 метрів     | 52.05              |                    |
| 2015               | 2                                        | естафета 4×400 метрів | 3.38,77            |                       |                    |                    |
| 2021               | Олімпійські ігри                         | Токіо, Японія         | 5                  | біг на 400 метрів     | 49,78              |                    |
| 2021               | Олімпійські ігри                         | Токіо, Японія         | 3                  | естафета 4×400 метрів | 3.21,24            | SB                 |